# American Toy Terrier
Der American Toy Terrier oder Toy Fox Terrier ist eine nicht von der FCI anerkannte Hunderasse aus den Vereinigten Staaten.

## Beschreibung
Die seit 1936 gezüchtete Rasse ist eine Kreuzung zwischen kleinwüchsigen Glatthaar-Foxterriern und englischen Zwergterriern und Chihuahuas.
Er hat alle Eigenschaften eines richtigen Terriers behalten: robust, intelligent, aufgeweckt, lebendig, neugierig, hat aber auch den „eigenen Kopf“. Er ist mit bis zu 25,5 cm und 3 kg Gewicht ein sehr kleiner Hund. Das Fell sollte weiß/loh, dreifarbig, schwarz/weiß sein. Die Ohren sind im Gegensatz zu vielen anderen Terriern dreieckig und stehend.

## Verwendung
Begleithund, Haus- und Hofhund

## Gesundheitsaspekte
Beim American Toy Terrier besteht eine Neigung zu einer genetisch bedingten Schwäche des Aufhängeapparates der Augenlinse und damit zu einer Linsenverlagerung, eventuell mit sekundärem Grünen Star. Zum Nachweis dieser Augenerkrankung gibt es einen Gentest.